# 이재웅 (바둑 기사)
이재웅(李載雄, 1985년 4월 9일 ~ )은 대한민국의 바둑 기사이다.

## 약력
초등학교 4학년 시절 1995년 해태배 3위로 2000년 입단하였으며 현재 한국바둑리그 KIXX 소속의 선수이다. 2015년 4월, 8단으로 승단하였다.